# Ormyrus vacciniicola
Ormyrus vacciniicola is een vliesvleugelig insect uit de familie Ormyridae. De wetenschappelijke naam is voor het eerst geldig gepubliceerd in 1887 door Ashmead.